# Val Peterson
Frederick Valdemar Erastus „Val“ Peterson (* 18. Juli 1903 in Oakland, Burt County, Nebraska; † 17. Oktober 1983 in Fremont, Nebraska) war ein US-amerikanischer Politiker und von 1947 bis 1953 der 27. Gouverneur des Bundesstaates Nebraska.

## Frühe Jahre und politischer Aufstieg
Val Peterson besuchte bis 1927 das Wayne State Teachers College und die University of Nebraska. Danach war er als Lehrer und später als Schulleiter in Elgin tätig. Zehn Jahre lang war er Herausgeber der Zeitung „Elgin Review“. Während des Zweiten Weltkriegs war Peterson Oberstleutnant der Army Air Forces. Peterson war Mitglied der Republikanischen Partei. Im Jahr 1940 war er Wahlkampfmanager für seinen Parteifreund Hugh A. Butler, der sich erfolgreich um einen Sitz im US-Senat bewarb. Zwischen 1941 und 1942 fungierte er als Berater und Sekretär von Gouverneur Dwight Griswold. Im November 1946 wurde Peterson zum neuen Gouverneur von Nebraska gewählt.

## Gouverneur von Nebraska
Petersons Amtszeit begann am 9. Januar 1947. Nachdem er 1948 und 1950 von den Wählern in seinem Amt bestätigt worden war, konnte er bis zum 8. Januar 1953 als Gouverneur amtieren. In dieser Zeit wurden Pläne zur Weiterentwicklung der Gebiete entlang des Missouri River erarbeitet. Der Gouverneur musste sich auch mit den Folgen eines außerordentlich heftigen Schneesturms auseinandersetzen. Gleichzeitig wurden Pläne einer Autobahngebühr diskutiert. Peterson war Mitglied einiger Gouverneursvereinigungen, zeitweise war er Vorsitzender der National Governors Association.

## Weiterer Lebenslauf
Nach Ablauf seiner dritten und letzten Amtszeit als Gouverneur ging Peterson in die Bundespolitik. Präsident Dwight D. Eisenhower ernannte ihn zum zivilen Verteidigungskoordinator (Civil Defense Administrator). Damit war er Mitglied des Kabinetts des Präsidenten. Dieses Amt übte Peterson zwischen 1953 und 1957 aus. Anschließend wurde er zum Botschafter der Vereinigten Staaten in Dänemark ernannt. Dort blieb er bis 1960. Zwischen 1969 und 1973 war er Botschafter in Finnland. In dieser Eigenschaft war er 1972 Gastgeber der SALT-II-Gespräche. Ex-Gouverneur Peterson starb im Oktober 1983 und wurde in seinem Geburtsort Oakland beigesetzt. Er war mit Elizabeth Howells Pleak verheiratet.